# Serra de la Creu de Sant Pau
La Serra de la Creu de Sant Pau és una serra situada al municipi de Torrelles de Llobregat a la comarca del Baix Llobregat, amb una elevació màxima de 285 metres.